# ヴェリボル・ヴァソヴィッチ
ヴェリボル・ヴァソヴィッチ（セルビア語: Велибор Васовић, ラテン文字転写: Velibor Vasović、1939年10月3日 - 2002年3月4日）は、セルビア（旧ユーゴスラビア）の元サッカー選手、サッカー指導者。ポジションはディフェンダー。

## 経歴
パルチザン・ベオグラードでキャリアをスタートし、半年間のレッドスター・ベオグラード在籍を挟んでパルチザンで7シーズン半プレーした。1966年にアヤックス・アムステルダムに移籍するとクラブ初の外国人キャプテンに就任、UEFAチャンピオンズカップ 1970-71で優勝し大会初の外国人優勝キャプテンとなったがそのシーズンを最後に現役を引退した。
ユーゴスラビア代表では1961年から1966年までの32試合に出場している。